# USAソフトボール
USAソフトボール（英: USA Softball、略称: USAS）は、アメリカ合衆国におけるソフトボールの国内競技連盟。

## 概要
ソフトボールアメリカ代表チームや、USAソフトボール・インターナショナルカップをはじめとするソフトボール大会などの組織・運営を担っている。本部はオクラホマ州のオクラホマシティにあり、全米に12万以上のソフトボールチーム、100万人以上の会員（選手・コーチ・審判員など）が登録されている。
ソフトボールのルールブックを毎年発行している。1996年アトランタオリンピックから2008年北京オリンピックまでのソフトボール競技ではUSAソフトボールが発行する競技規則が適用された。2020年東京オリンピックでは公正性担保の観点から世界野球ソフトボール連盟（WBSC）の競技規則が適用されたが、USAソフトボールの競技規則と実質的に同じものである。

## 歴史
- 1933年 - アマチュアソフトボール協会（ASA）が設立。（本部はニュージャージー州ニューアーク）
- 1939年 - シカゴのソルジャー・フィールドでアマチュアソフトボールの世界大会を開催。
- 1966年 - 本部をオクラホマ州オクラホマシティに移転。
- 1973年 - アメリカソフトボール殿堂博物館を開設。
- 1978年 - アメリカオリンピック委員会によりソフトボール競技の全米統括団体に指定。
- 1987年 - デヴォン・パークを開設。
- 2017年 - USAソフトボール（USAS）に組織名を変更。

## 代表チーム
カテゴリーごとに各ナショナルチーム（チームUSA）を編成している。

### 女子
- 女子代表チーム（Women's National Team）
- U-18女子代表チーム（U-18 Women's National Team）
- U-15女子代表チーム（U-15 Women's National Team）

### 男子
- 男子代表チーム（Men's National Team）
- U-23男子代表チーム（U-23 Men's National Team）
- U-18男子代表チーム（U-18 Men's National Team）

### 女子スローピッチ
- 女子スローピッチ代表チーム（Women's Slow Pitch National Team）
- 女子フューチャーズ代表チーム（Women's Futures National Team）

### 男子スローピッチ
- 男子スローピッチ代表チーム（Men's Slow Pitch National Team）
- 男子フューチャーズ代表チーム（Men's Futures National Team）

## 関連施設
- アメリカソフトボール殿堂博物館
- デヴォン・パーク[注 5] - USAインターナショナルカップ[注 1]、WCWSなどの開催地。